# Al Hazm (huyện)
Huyện Al Hazm là một huyện thuộc tỉnh Al Jawf, Yemen. Đến thời điểm năm 2003, huyện này có dân số 30952 người